# Giovanni Paolo Colonna

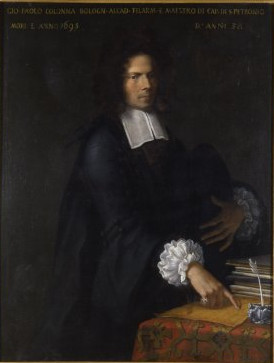
Giovanni Paolo Colonna ritratto da Giovanni Maria Viani, in un dipinto conservato presso il Museo internazionale e biblioteca della musica di Bologna.

Giovanni Paolo Colonna (Bologna, 16 giugno 1637 – Bologna, 28 novembre 1695) è stato un compositore e organista italiano del periodo barocco.

## Biografia
Fu allievo di Agostino Filippuzzi a Bologna e, a Roma, di Antonio Maria Abbatini, di Orazio Benevoli e di Giacomo Carissimi. Per un breve periodo fu forse organista della chiesa romana di Sant'Apollinare. Nel 1659 divenne secondo organista della basilica di San Petronio a Bologna e nel novembre del 1674 ne fu eletto maestro di cappella; preferì conservare questo incarico a quello, offertogli dal papa Innocenzo XII, di maestro di cappella della basilica di San Pietro in Vaticano. Fu prediletto dal sacro romano imperatore Leopoldo I d'Asburgo e da Francesco II d'Este duca di Modena, anch'essi musicisti esperti, e fu riconosciuto altresì come il massimo compositore vivente da Angelo Berardi, importante teorico musicale del secondo '600. Importante didatta, fu maestro dei fratelli Antonio e Giovanni Bononcini tra gli altri.

## Composizioni

### Opere
- Le contese di Pallade e Venere (Bologna, 29 novembre 1666)
- L'alloro trionfato (Bologna, 1672)
- Olocausto d'encomi (Bologna, 1672)[1]
- Le stelle combattute dagli elementi (Ferrara, 1676)
- Pelope e Ippodamia (Bologna, 1678)
- Amilcare di Cipro (Bologna, 8 dicembre 1692)

### Oratorii
- Il trionfo della fede (in collaborazione con F. Pratichista e G. B. Vitali; Bologna, 17 marzo 1672; perduto)
- La morte di sant'Antonio da Padova (Bologna, 12 giugno 1676; perduto)
- Il Sansone (Bologna, 1677; perduto)
- Santa Teodora (Bologna, 1678; perduto)
- Il transito di san Giuseppe (Bologna, 1678)
- Salomone amante (Bologna, 16 marzo 1679)
- San Basilio (Bologna, 2 settembre 1679; perduto)
- Tre Magi (Bologna, 1682 circa; perduto)
- Giudith = Bettuglia liberata (Modena, 1684; perduto)
- Absalone (Modena, 1684)
- Il Mosè legato di Dio e liberatore del popolo ebreo (Modena, 1686)
- La profezia d'Eliseo nell'assedio di Samaria (Modena, 1686)
- La caduta di Gierusalemme sotto l'imperio di Sedecia ultimo re d'Israelle (Modena, 1688)
- Giuliano apostata (Modena, 1694; perduto)

### Composizioni sacre
Ne sopravvivono oltre un centinaio, a stampa e manoscritte, nei fondi bibliotecari di Bologna, Modena, Londra, Oxford e Vienna in particolare.

### Registrazioni
- Il Transito di San Gioseppe , oratorio, Ensemble Les Nations, Tactus (record label) TC.630391 ottobre 2004
- Triumphate Fideles, integrale dei mottetti a voce sola e strumenti; Cassinari, Carzaniga, Borgonovo, Vitale; Astrarium Consort, dir. Carlo Centemeri; Brilliant Classics 94647, 2015